# Hilde Claeys
Hilde Claeys (3 januari 1971) is de voormalige burgemeester van de Oost-Vlaamse gemeente De Pinte. Ze vertegenwoordigt de lokale partij Ruimte. Bij de verkiezingen van 14 oktober 2018 ging zowel zijzelf als haar partij erop vooruit, maar toch resulteerde dit niet in deelname aan het nieuwe bestuur.

## Biografie
Claeys studeerde aan het Hoger Architectuurinstituut Sint-Lucas Gent afdeling binnenhuisarchitectuur lange type 1990-1994. Na haar opleiding richtte ze een interieur- en geschenkenzaak op. In 2013 werd ze burgemeester van De Pinte.